# Калькуттський метрополітен
Калькуттський метрополітен — система ліній метро у місті Колката, Західний Бенгал, Індія. Метрополітен відкрився 24 жовтня 1984 року. Складається з 15 підземних, 2 наземних, 7 естакадних станцій та 28,1 км. Перший метрополітен Індії.

## Історія
Проєкт будівництва затвердили в 1969 році. Будівництво розпочалося 29 грудня 1972 року, допомагали в реалізації проєкту радянські та східно-німецькі фахівці. Початкова ділянка складалася з 5 станцій та 3,4 км. На першій лінії використовуються восьмивагонні потяги що живляться від третьої рейки. Ширина колії 1676 мм.

## Лінії
- Лінія 1 (зелена) — 24 станції та 28,1 км. Будується ще 3 станції та 4,1 км, відкриття заплановано на червень 2019 року.

## Розвиток
- Лінія 2 — з березня 2009 року будується 12 станцій (6 підземних + 6 естакадних) та 16,6 км. Відкрити планують у червні 2018 року. Всі станції на лінії заплановані з системою горизонтальний ліфт.
- Лінія 3 — будується 12 станцій (7 естакадних + 5 підземних) та 16,7 км. Відкриття в грудні 2019 року.
- Лінія 4 — 4 станції будується та 6 плануються, всього буде 10 станцій (3 підземні) та 18,5 км. Початкова ділянка лінії відкриється в грудні 2020 року.
- Лінія 5 — будується 11 естакадних станції та 12,4 км. Відкриття початкової ділянки червень 2018, вся лінія

червень 2019 року.
- Лінія 6 — будується 23 станції та 29,1 км. На лінії буде 1 підземна, 1 наземна та 21 естакадна станція.

## Режим роботи
Працює з понеділка по суботу з 6:45 до 21:55, у неділю з 9:45 до 21:55. Інтервал руху від 5 до 7 хвилин.

## Галерея

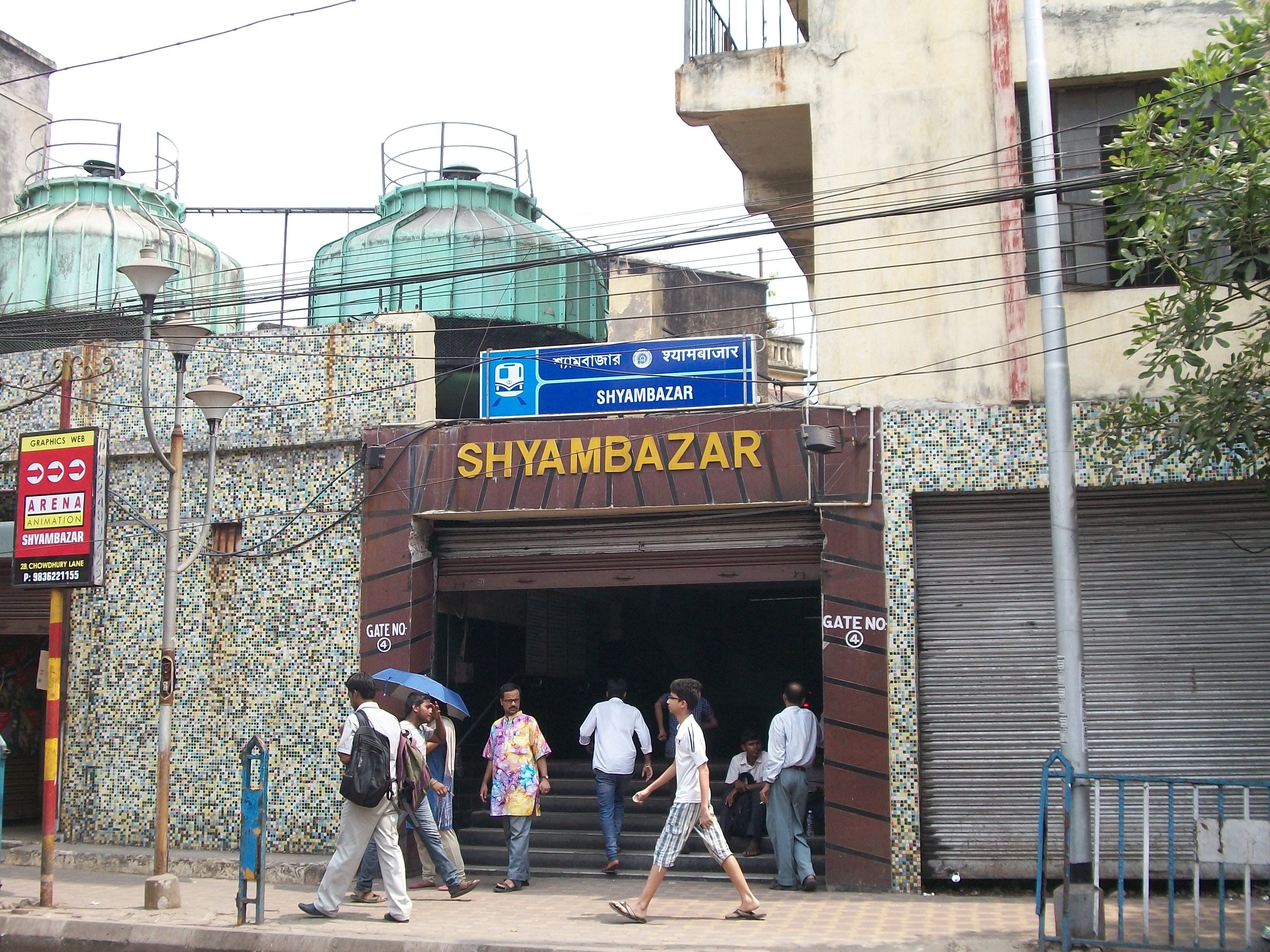
Вихід зі станції Shyambazar
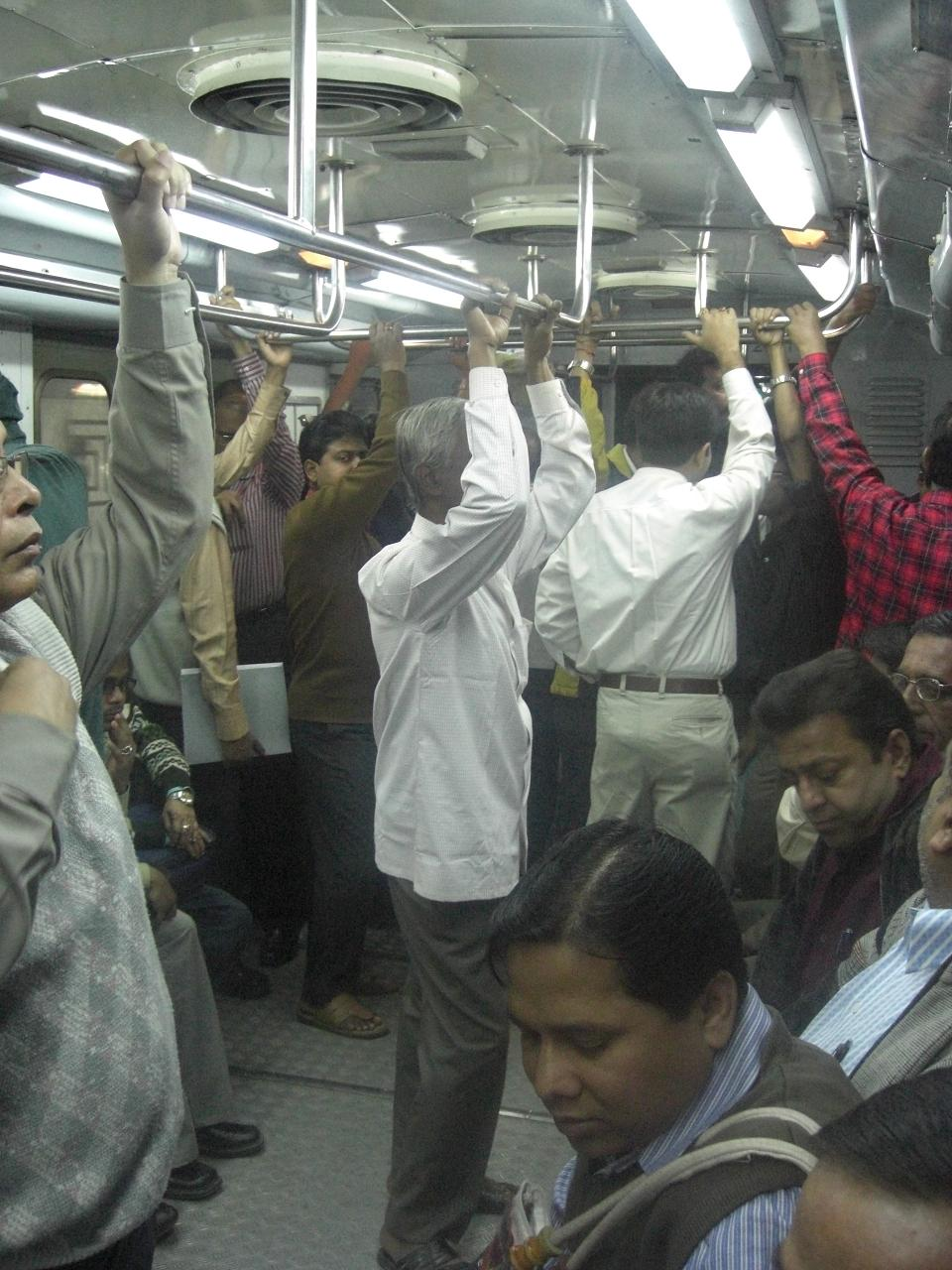
Всередині вагона
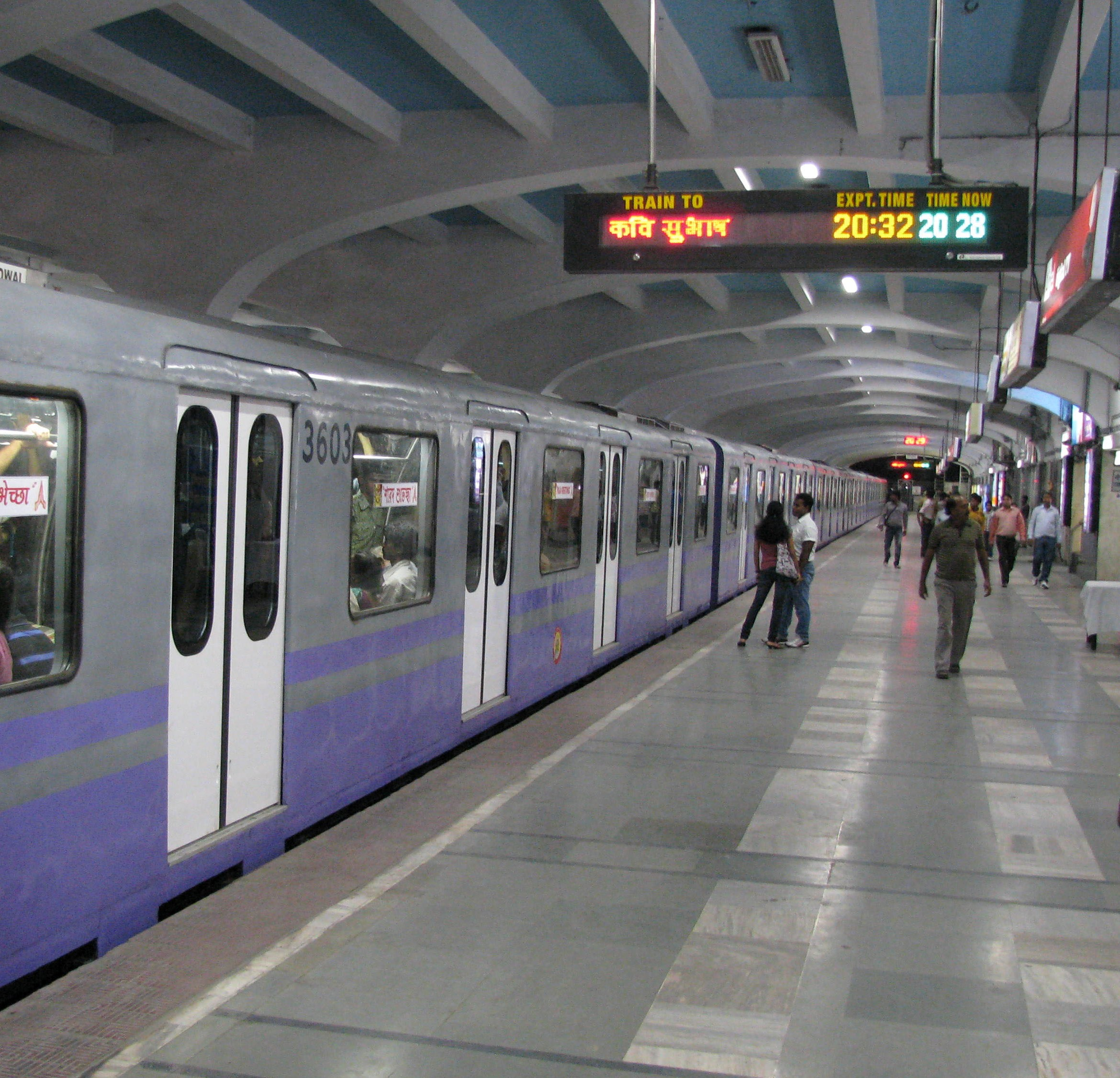
Підземна станція
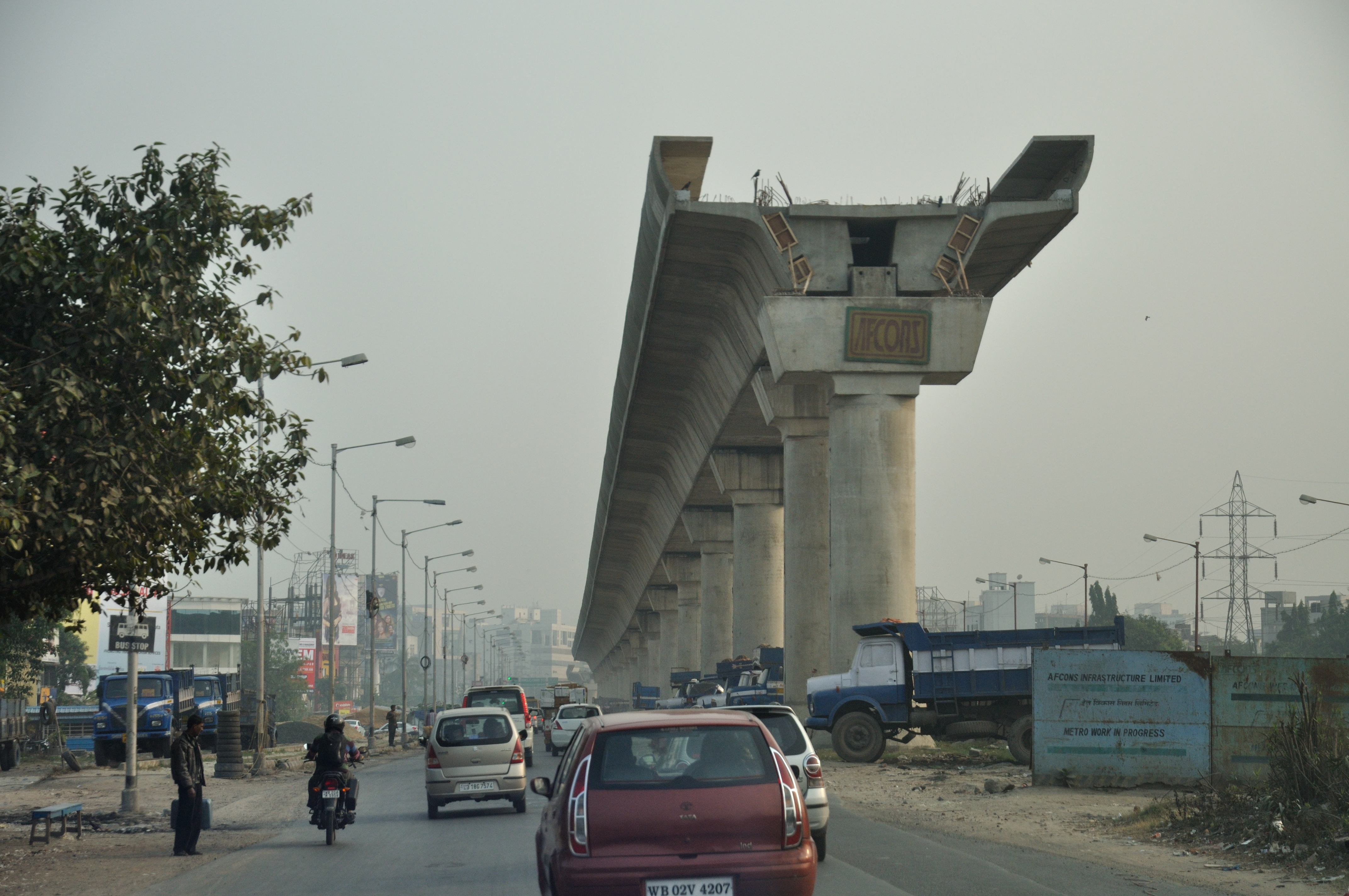
Будівництво естакади, Лінія 6